# Julia Barr
Julia Barr, nata Julia Rose Buchheit (Fort Wayne, 8 febbraio 1949), è un'attrice statunitense.

## Filmografia
Cinema
- Io, la giuria (I, the Jury), regia di Richard T. Heffron (1982)

Televisione
- The Adams Chronicles - miniserie TV, 1 episodio (1976)
- I Ryan (Ryan's Hope) - serie TV, 36 episodi (1976)
- Una vita da vivere (One Life to Live) - serie TV, 3 episodi (2005)
- La valle dei pini (All My Children) - serie TV, 776 episodi (1978-2011)
- All My Children - serie TV, 43 episodi (2013)

## Premi
- Daytime Emmy Awards
  - 1990: "Outstanding Supporting Actress in a Drama Series"
  - 1998: "Outstanding Supporting Actress in a Drama Series"
- Soap Opera Digest Awards
  - 1991: "Outstanding Supporting Actress: Daytime"